# 19535 Rowanatkinson
19535 Rowanatkinson è un asteroide della fascia principale. Scoperto nel 1999, presenta un'orbita caratterizzata da un semiasse maggiore pari a 2,6089791 UA e da un'eccentricità di 0,1876267, inclinata di 2,36156° rispetto all'eclittica.
Gli è stato attribuito questo nome in onore dell'attore Rowan Atkinson.